# یواس‌اس چاترر (ای‌ام‌سی-۱۶)
یواس‌اس چاترر (ای‌ام‌سی-۱۶) (به انگلیسی: USS Chatterer (AMc-16)) یک کشتی بود که طول آن not known بود.